# Aristolochia tricaudata
Aristolochia tricaudata Lem. – gatunek rośliny z rodziny kokornakowatych (Aristolochiaceae Juss.). Występuje endemicznie w południowym Meksyku, w stanach Chiapas oraz Oaxaca.

## Morfologia
PokrójKrzew o pnących, zimozielonych i owłosionych pędach.
LiścieMają jajowaty lub lancetowaty kształt. Mają 15–22 cm długości oraz 6–12 cm szerokości. Nasada liścia zbiega po ogonku. Całobrzegie, ze spiczastym wierzchołkiem. Ogonek liściowy jest owłosiony i ma długość 1–3 cm.
KwiatyPojedyncze. Mają czerwono-purpurową barwę i 20 cm długości. Mają zakrzywiony kształt.

## Biologia i ekologia
Rośnie w mezofitycznych lasach mieszanych.